# Ferenc Mészáros
Ferenc Mészáros (Budapeste, 11 de abril de 1950 – 9 de janeiro de 2023) foi um futebolista húngaro que atuou como goleiro.

## Carreira
Mészáros jogou no Sporting de 1981 a 1983, com o qual venceu a Primeira Liga, a Taça de Portugal e a Supertaça em 1982.
Fez parte do elenco da Seleção Húngara de Futebol, da Copa de 1978 e 1982.

## Morte
Mészáros morreu em 9 de janeiro de 2023, aos 72 anos de idade.